# アストラル (芸能プロダクション)
株式会社アストラル（Astral）は、東京都港区に所在する芸能事務所。

## 概要
- 1998年10月、当時アーティストハウス・ピラミッドの制作部長を務めていた小林和馬社長が同社から独立する形で設立。

## 所属俳優
- 大塚寧々
- 和季明日香
- 星野涼子
- 末原拓馬
- 真木恵未
- 小林里乃

## 過去の所属俳優
- 三浦早苗
- 村上連
- 野村恵里
- 小林きゃら
- 山根久幸
- 山崎健太
- 古宮基成
- 高橋沙綺
- 中村ちひろ
- 長島みなみ（葵みなみ）
- 横山涼